# 朗普
朗普（法語：Rampoux，法語發音：[ʁɑ̃pu]）是法国洛特省的一个市镇，位于该省西北部，属于古尔东区。

## 地理
朗普（44°38'30"N, 1°18'36"E）面积5.83 平方千米，位于法国奧克西塔尼大區洛特省，该省份为法国西南部内陆省份，北起顺时针与科雷兹省、康塔爾省、阿韦龙省、塔恩-加龙省、洛特-加龍省和多尔多涅省接壤。
与朗普接壤的市镇（或旧市镇、城区）包括：代加尼亚克、然杜、拉韦康蒂耶尔。

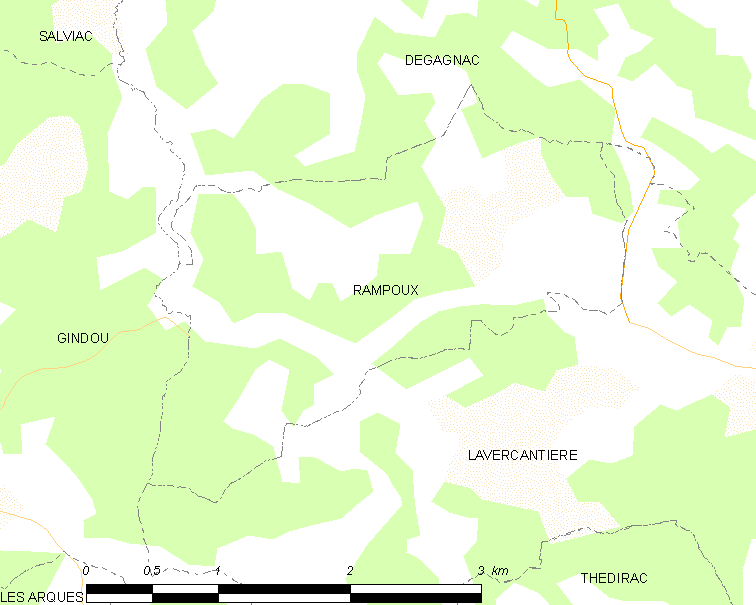
朗普的OSM定位图

朗普的时区为UTC+01:00、UTC+02:00（夏令时）。

## 行政
朗普的邮政编码为46340，INSEE市镇编码为46234。

## 政治
朗普所属的省级选区为古尔东县。

## 人口

1962-2008年间朗普人口变化图示

朗普于2022年1月1日时的人口数量为102人。